# Gravia
Gravia is een geslacht van uitgestorven kreeftachtigen uit de klasse van de Ostracoda (mosselkreeftjes).

## Soorten
- Gravia (Russia) curta Ljaschenko, 1960 †
- Gravia (Russia) kondratievae Schischkinskaja, 1959 †
- Gravia (Russia) schochinae Schischkinskaja, 1959 †
- Gravia (Selebratina) legibilis Polenova, 1953 †
- Gravia (Selebratina) subbotinae Schischkinskaja, 1959 †
- Gravia (Selebratina) variolata Zanina, 1956 †
- Gravia aligera Kotschetkova & Janbulatova, 1987 †
- Gravia crinisa Martinova, 1960 †
- Gravia fabra Zaspelova, 1959 †
- Gravia rara Glebovskaja & Zaspelova, 1959 †
- Gravia schallreuteri (Becker, 1970) Coen, 1985 †
- Gravia sibirica Buschmina, 1981 †